# Jocurile Olimpice de vară din 1988
A XXIV-a ediție a Jocurilor Olimpice s-a desfășurat la Seul, Coreea de Sud în perioada 17 septembrie - 2 octombrie 1988. Țara gazdă a fost aleasă în votul din septembrie 1981, în detrimentul orașului nipon Nagoya.
Au participat 159 de țări și 8.465 de sportivi care s-au întrecut în 263 de probe din 27 de sporturi.
După boicotul de la Jocurile Olimpice din 1976, 1980 și 1984, JO de la Seul au fost de asemenea boicotate de Coreea de Nord și Cuba. Motivul boicotului a fost refuzul Coreei de Sud de a organiza JO împreună cu Coreea de Nord. Totuși nici o altă țară comunistă n-a boicotat aceste Jocuri Olimpice.
Etiopia, Seychelles și Nicaragua nu și-au permis să-și trimită sportivii din motive economice.

## Mascota
Mascota oficială pentru Jocurile Olimpice a fost tigrul Hodori.

## Sporturi olimpice
| - Atletism - Badminton (demonstrativ) - Baschet - Baseball (demonstrativ) - Bowling (demonstrativ) - Box - Caiac canoe - Canotaj | - Ciclism - Echitație - Fotbal - Gimnastică - Haltere - Handbal - Hochei pe iarbă - Înot sincron | - Judo - Lupte - Natație - Navigație - Pentatlon modern - Polo pe apă - Sărituri în apă - Scrimă | - Taekwondo (demonstrativ) - Tenis de câmp - Tenis de masă - Tir - Tir cu arcul - Volei |

## Clasament
(Țara gazdă apare cu aldine.)
| Jocurile Olimpice de vară 1988 |                  |     |        |       |       |
| Poz.                           | Țară             | Aur | Argint | Bronz | Total |
| 1                              | URSS             | 55  | 31     | 46    | 132   |
| 2                              | Germania de Est  | 37  | 35     | 30    | 102   |
| 3                              | Statele Unite    | 36  | 31     | 27    | 94    |
| 4                              | Coreea de Sud    | 12  | 10     | 11    | 33    |
| 5                              | Germania de Vest | 11  | 14     | 15    | 40    |
| 6                              | Ungaria          | 11  | 6      | 6     | 23    |
| 7                              | Bulgaria         | 10  | 12     | 13    | 35    |
| 8                              | România          | 7   | 11     | 6     | 24    |
| 9                              | Franța           | 6   | 4      | 6     | 16    |
| 10                             | Italia           | 6   | 4      | 4     | 14    |

## România la JO 1988
A fost a treisprezecea ediție a JO la care România a participat. Delegația României a fost mai mică decât la alte JO, de numai 62 de sportivi care au concurat la 10 sporturi. Cu toate acestea, România a obținut 24 de medalii din care 7 de aur.